# Адміністративний поділ Мавританії
Мавританія поділена на 12 областей і столичний автономний округ Нуакшот. Області поділяються на 44 департаменти.
| №  | Область        | Адміністративний центр | Площа, км² | Населення, чол. (2000) | Щільність, чол./км² |
| -- | -------------- | ---------------------- | ---------- | ---------------------- | ------------------- |
| 1  | Адрар          | Атар                   | 215 300    | 60 847                 | 0,28                |
| 2  | Асаба          | Кіффа                  | 36 600     | 249 596                | 6,82                |
| 3  | Бракна         | Алег                   | 32 800     | 240 167                | 7,32                |
| 4  | Дахлет-Нуадібу | Нуадібу                | 22 300     | 75 976                 | 3,41                |
| 5  | Горголь        | Каеді                  | 13 600     | 248 980                | 18,31               |
| 6  | Кудимага       | Селібабі               | 10 300     | 186 697                | 18,13               |
| 7  | Ход-еш-Шаркі   | Нема                   | 182 700    | 275 288                | 1,51                |
| 8  | Ход-ель-Гарбі  | Аюн-ель-Атрус          | 53 400     | 219 167                | 4,10                |
| 9  | Інширі         | Акжужт                 | 46 800     | 11 322                 | 0,24                |
| 10 | Нуакшот        | Нуакшот                | 1 000      | 611 883                | 611,88              |
| 11 | Тагант         | Тіджикжа               | 95 200     | 61 984                 | 0,65                |
| 12 | Тірис-Земмур   | Зуерат                 | 252 900    | 53 586                 | 0,21                |
| 13 | Трарза         | Росо                   | 67 800     | 252 664                | 3,73                |
|    | Всього         |                        | 1 030 700  | 2 548 157              | 2,47                |

Адміністративний поділ Мавританії

Під час мавританської окупації частини Західної Сахари (1975-79), зайнята мавританськими військами частина (приблизно відповідала нижній частині провінції Ріо-де-Оро) називалася Тірис-ель-Гарбія.
| Мавританія | Це незавершена стаття з географії Мавританії. Ви можете допомогти проєкту, виправивши або дописавши її. |